# Турянський Осип Васильович

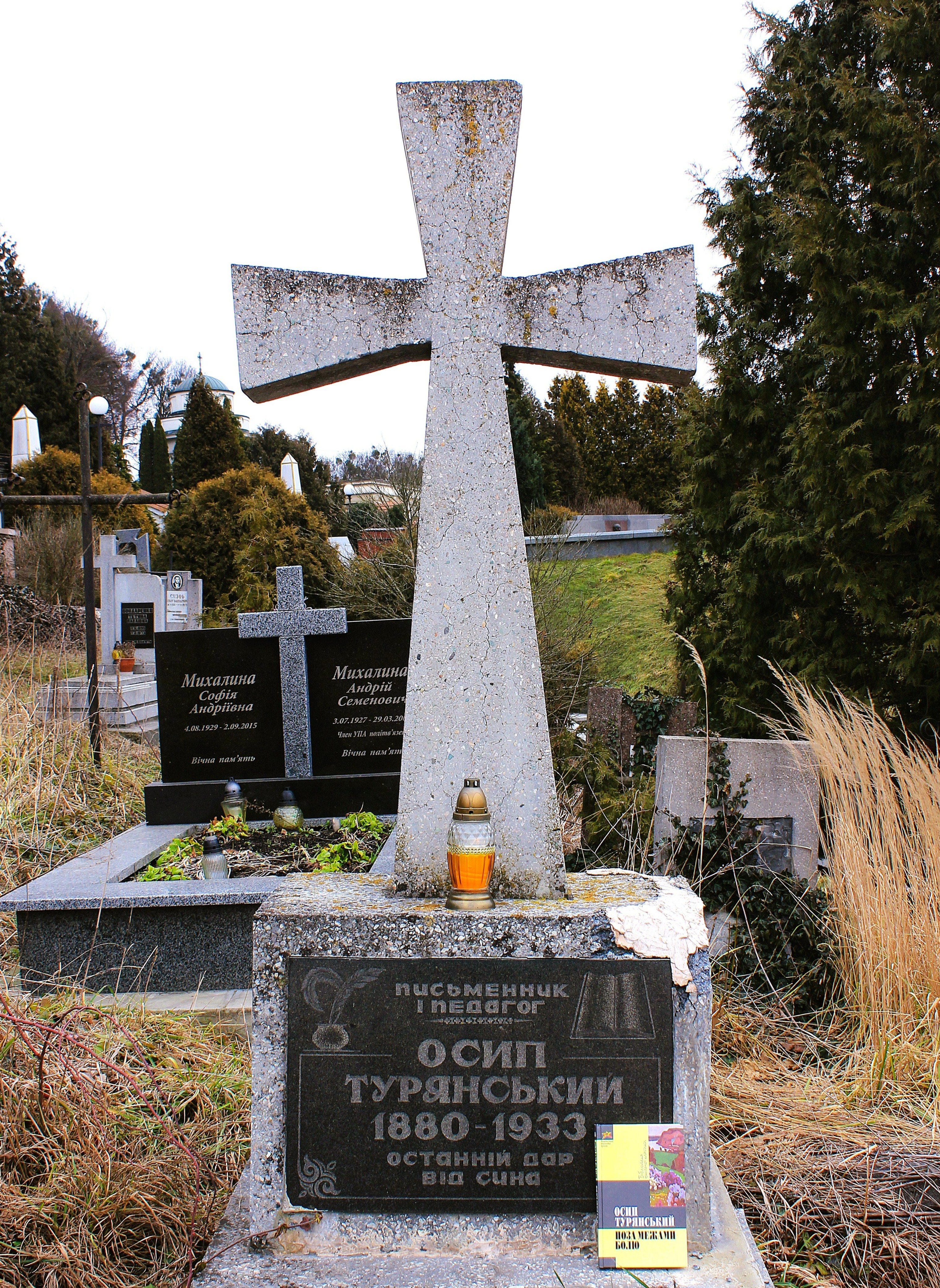
Нагробок на могилі письменника Осипа Турянського.

О́сип Васи́льович Туря́нський (псевдонім — Іва́н Ду́мка; 2 лютого 1880, с. Оглядів нині Радехівська міська громада, Львівська область) — 28 березня 1933, Львів) — український письменник і літературний критик, поліглот, учитель середніх шкіл Галичини.

## Біографія
Народився 2 лютого 1880 року в селі Оглядів (нині Радехівський район Львівської області) у родині тесляра. Був найстаршим серед 11 дітей. За допомогою сільського вчителя вступив до Львівської української гімназії. Матеріальне становище сім'ї було важким, тому Осип заробляв гроші репетиторством і навчався. Потім 1907 року закінчив філософський факультет Віденського університету. Там же захистив докторську дисертацію. Здобув науковий ступінь доктора філософії. Працював учителем середніх шкіл Галичини.
У літературі дебютував 1908 року новелами «Ей, коб були мене вчили», «Де сонце?» в альманасі віденської «Січі».
З 1910 року викладав українську мову та літературу в Перемиській гімназії. Того ж року одружився з дочкою посла Віденського парламенту Степана Онишкевича, на той час пароха села Хишевичі, Стефанією. У них народився син Мирослав, який став чемпіоном з шахів у Львові, а з 1950-х років ХХ ст. належав до шахових майстрів США.
Восени 1914 року був мобілізований в австрійську армію й відправлений на сербсько-австрійський фронт. 1915 року потрапив до сербського полону. Перебував у таборі для інтернованих на італійському острові Ельба.
Пережите в сербському полоні відтворив у повісті-поемі «Поза межами болю», написаній 1917 року в таборі на Ельбі. Цей твір, написаний у стилі експресіонізму, став видатним явищем української модерної літератури.
Після повернення з Італії до Австрії викладав порівняльне право у Віденському університеті. Коли 1921 року у Відні було надруковано повість «Поза межами болю» німецькою мовою, став літературною знаменитістю.
1922 року письменник завершує роботу над памфлетом «Дума пралісу».
1923 року Осип Турянський повернувся до Галичини, яка на той час підпала під Польщу. Працював директором Яворівської гімназії імені Осипа Маковея (1923—1924), Дрогобицької української гімназії імені Івана Франка (1924—1925), Рогатинської гімназії імені Володимира Великого, де викладав німецьку, французьку, латинську мови.
У цей час перекладає вірші Шандора Петефі, Генріха Гейне, Вільяма Шекспіра.
Підірване сербським полоном здоров'я швидко тануло, і 28 березня 1933 року у Львові письменник помер. Похований на  76 полі Личаківського цвинтаря.Тільки через 50 років його ім'я та літературна праця були гідно пошановані.

## Твори
Антивоєнна психологічна повість-поема часів Першої світової війни «Поза межами болю» (1917—1921) уперше була видана у Відні 1921 року у перекладі німецькою мовою, воднораз принесла Осипу Турянському світове визнання. У 90-ті роковини смерті письменника книгу було перевидано кількома видавництвами: «Віхола», «Фоліо», «Навчальна книга — Богдан».
До інших його творів належать повісті «Дума пралісу» (1922), «Син землі» (1933), збірка оповідань «Боротьба за великість», комедія «Раби» (1927), літературно-критичні нариси.
За мотивами повісті «Поза межами болю» 1989 року знято однойменний художній фільм (реж. — Ярослав Лупій).